# Raión de Beregove
Raión de Beregove (en ucraniano: Берегівський район) es un raión o distrito de Ucrania en el óblast de Zakarpatia. La capital es la ciudad de Beregove.
Comprende una superficie de 1460,2 km².

## Demografía
Según estimación 2010 contaba con una población total de 54062 habitantes.

## Otros datos
El código KOATUU fue 2120400000. El código postal 90210 y el prefijo telefónico +380 3141.